# セルビアの国旗

ロシア国旗。セルビア国旗制定時に参考とされた。

国章無しの旗。

セルビアの国旗（セルビアのこっき）は、汎スラブ色の赤、青、白の横縞3色を配色した国旗。 政府庁舎などに掲揚される公式旗では、旗ざお寄りに国章が配置される。2010年旗に国章の意匠が変更された。
国章の無い旗の上下を逆にすると、ロシアの国旗とほぼ同じものになる。

## 国旗・国章に関する事情
この国旗・国章は、19世紀に展開された民族運動の過程で、セルビア民族主義のシンボルとして定められたものである。それゆえ、セルビア人あるいは、セルビア人と血統が近いとされる民族が主要な地位を占めている複数の国家で、この配色の国旗が用いられている（あるいは過去に用いられていた）。それぞれの国が、この国旗に関して異なった事情を抱えている。

### セルビア
2006年6月5日セルビア・モンテネグロを継承する以前から連邦構成国として現在の国旗・国章を使用していた。ワールドカップ・ドイツ大会では、セルビア・モンテネグロのサポーターがセルビアの旗を掲げて自国代表を応援する光景が見られた。
2006年モンテネグロと分離したことにより、国連各機関本部にはセルビア・モンテネグロの国旗に代わってこの旗が掲揚されるようになった。また、スポーツ競技の国際大会でも広くみられるようになった。
また、国章無しの旗が使用されることもある。
1945年から1992年までは縦横比が1：2で、中心に社会主義をあらわす黄色で縁取られた赤い五角星があった。

### モンテネグロ
1992年のユーゴスラビア連邦共和国成立から2004年7月11日までモンテネグロでもほぼ同じ配色の国旗を用いていた。縦横比は1：3で中間の青が若干明るい色だったがモンテネグロ人とセルビア人との違いを強調する世論に同調して2004年7月12日に国旗を改めた。
ユーゴスラビア時代の共産党政権下では、セルビアと同じ縦横比1：2の三色旗に赤い星をあしらったものを使用していた。

### クライナ・セルビア人共和国

クライナ・セルビア人共和国の国旗

クライナ・セルビア人共和国は、1991年にクロアチア国内でボスニア・ヘルツェゴビナとの国境に比較的近い地域に存在したセルビア人居住区の住民がクロアチアの独立に反対して立ち上げた国家である。国旗はセルビアと同じ配色で縦横比1：2となっていた。クライナ・セルビア人共和国は1995年クロアチアの「嵐作戦」により首都クニンを占領され解体した。
詳しくはクロアチア紛争を参照。

### スルプスカ共和国の場合

スルプスカ共和国の国旗

ボスニア・ヘルツェゴビナの一部を構成するスルプスカ共和国でも、セルビアと同じ配色の横割り三色旗が用いられている。以前から国旗の配色はセルビアと同じであったが、国章はセルビアとは若干異なるものである。
以前は縦横比が2：3で、セルビアの国旗から国章を除いたものと同一であった。しかし、後述するような憲法問題を惹起したため、2006年10月からは、縦横比が1：2に改まった。
スルプスカ共和国では、セルビア人は人口の約3/4を占める圧倒的多数者であるが、それ以外にもイスラム教徒のボシュニャク人（人口の約10%を占めている）や、クロアチア人（かなり少数）も居住している。しかし、この国旗・国章はともにセルビア人のシンボルのみを掲揚するものであるため、セルビア人以外の住民の存在を無視しているとのことで、ボスニア・ヘルツェゴビナ憲法裁判所は共和国政府に、2006年3月31日以降6ヶ月以内に国旗・国章と国歌を改めるよう要請した。
スルプスカ共和国とは逆に、ボスニア・ヘルツェゴビナの中でセルビア人が少数派のボスニア・ヘルツェゴビナ連邦では、国旗・国章にセルビア人のシンボルだけが掲揚されていない。
アルゼンチンのミシオネス州の州旗と図柄が同じであるが、縦横の比率が異なる。

?市民用旗および商船旗

### 歴代の旗

?1281年に描かれたセルビア再建の旗
? 公国時代の旗（1835年）
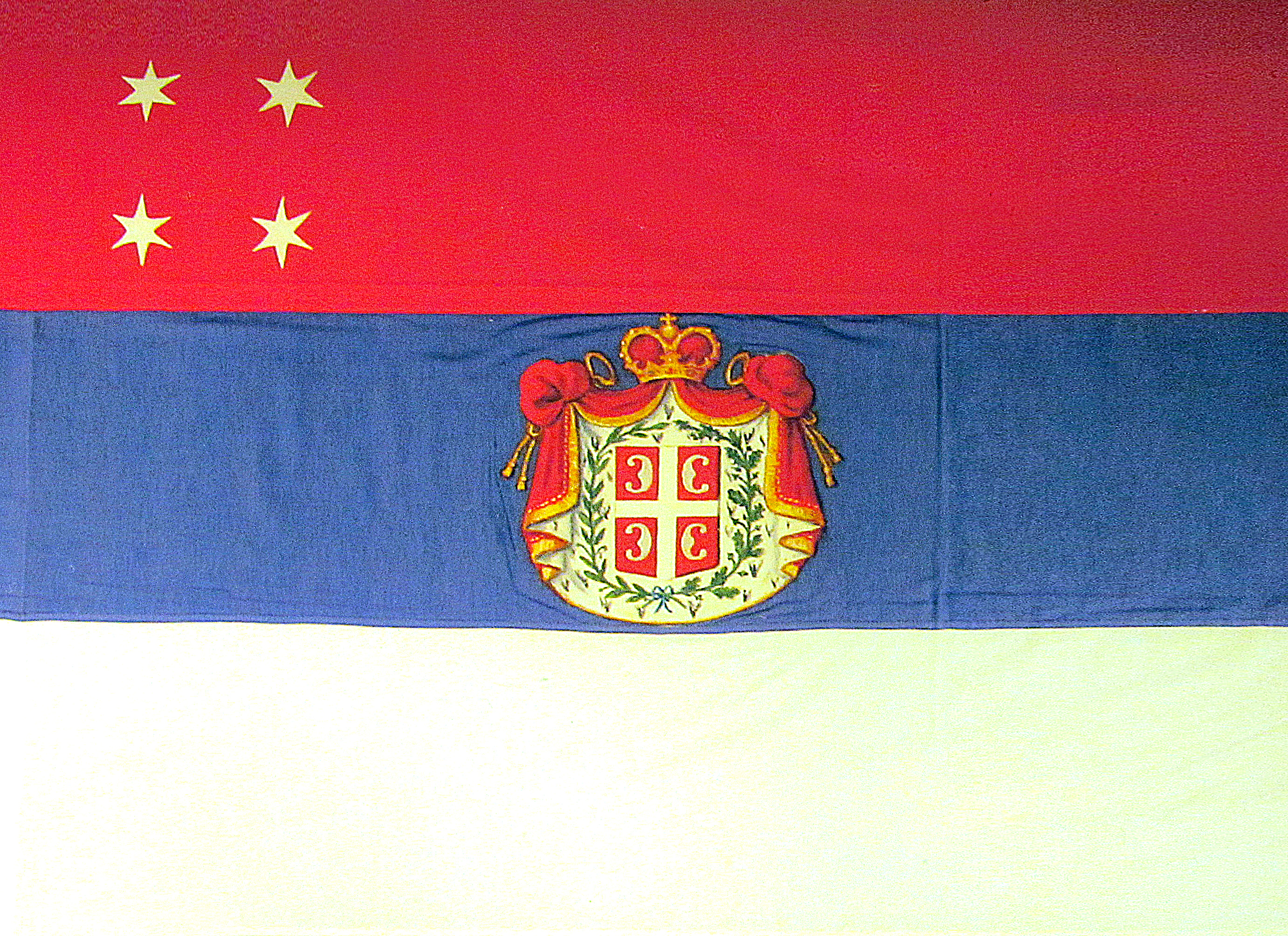
?公国時代の旗（1839年）
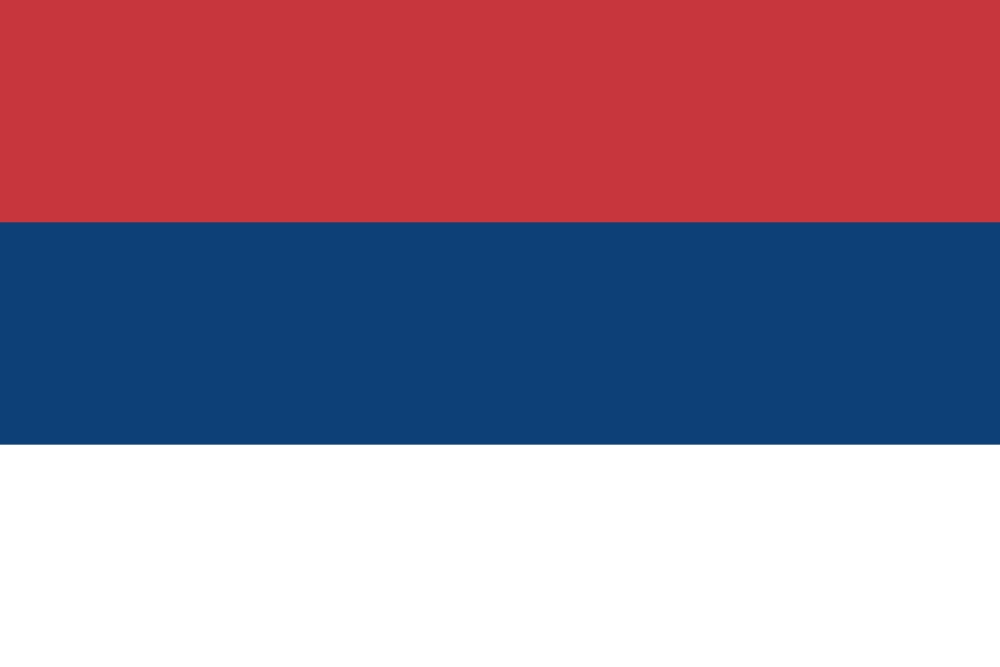
?公国時代の旗（1839年-1882年）
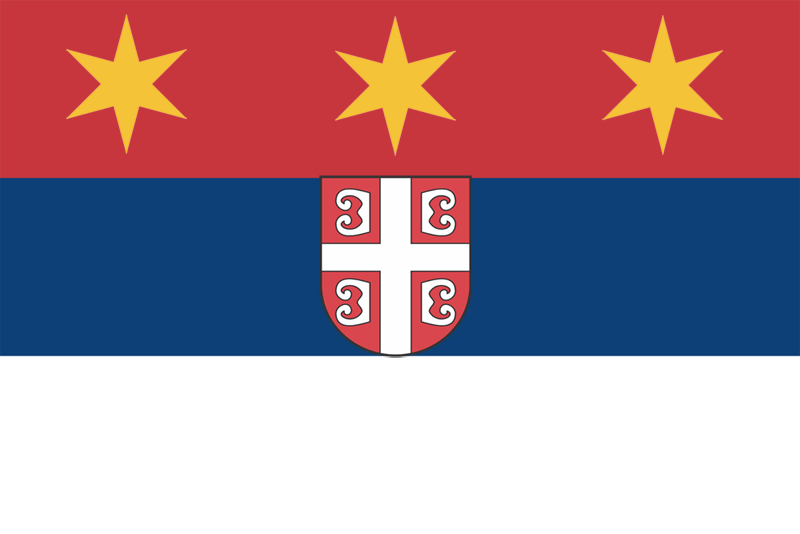
?セルビア公国の商船旗（1869年）
?王制時代の国旗（1882年-1918年）
?セルビア救国政府の国旗（1941-1944）
?1941年-1944年の国旗（別のセルビア救国政府国旗）
?共産ユーゴスラビア時代のセルビア人民共和国やセルビア社会主義共和国国旗（1945年-1991年）
? ユーゴスラビア連邦共和国及びセルビア・モンテネグロ時代の国旗（1991年-2004年）
?セルビア・モンテネグロ時代の国旗（2004年-2006年）
?独立時の国旗（2006年-2010年）